# Каконго (город)
Каконго (порт. Cacongo), также известный как Ландана (порт. Lândana), Малемба (порт. Malemba) или Малембо (порт. Molembo) — город и муниципалитет на севере провинции Кабинда в Анголе.

## История
Происхождение и ранняя история королевства Каконго неизвестны. Впервые Каконго упоминается в 1535 году королем Конго Альфонсо I. Он указывал португальцам, что правил этой областью, а также в рядом других, расположенных вдоль северного берега реки Конго. Португальские купцы, заинтересованные в торговле медью, слоновой костью и рабами, начали открывать торговые посты. Одним из них был Рейно-ду-Каконго основанный в 20-х годах XVII века. Рейно-ду-Каконго стал важным торговым центром в XVIII веке, его регулярно посещали корабли из Великобритании, Франции, Нидерландов и Португалии. 
1 февраля 1885 года королевство Португалия и местные африканские правители заключили Симуламбукский договор, в результате которого возник Протекторат Кабинда в который вошло королевство Каконго. 30 апреля 1885 года члены Берлинской конференции в результате перекройки границ отделили Кабинду от Анголы участком переданным Бельгии. 
В 1886 году Апостольская префектура Португальского Конго была перенесена из Мабанза-Конго в Каконго и оставалась там до 1914 года, после чего был перенесён в Кабинду. Несмотря на это, город Каконго оставался до 1940 года важным христианским центром. Наследием этого периода является церковь Миссии Ланданы, открытая в 1904 году. В настоящее время церковь получила статус культурного наследия.
Муниципалитет был создан 8 января 1941 года и до 1975 года назывался «Вила Гильерме Капело».

## Описание
Муниципалитет состоит из главной коммуны — города Каконго, и коммун Динджа и Массаби. Площадь составляет 1 732 км². Население муниципалитета 39076 человека (оценка на 2014 год). 